# Rhizomys
Rhizomys є родом гризунів родини Spalacidae.

## Морфологічні особливості
Це порівняно великі гризуни з довжиною голови й тулуба від 23 до 48 см, довжиною хвоста від 5 до 20 см і вагою від 1 до 4 кг. Шерсть м'яка в холодних регіонах і груба в жарких. Її колір у верхній частині — суміш сірого з коричневими або рожевими тонами. Низ зазвичай виглядає світлішим. Вони потужні з короткими ногами та голими хвостами. Пальці ніг мають кігті.

## Спосіб життя
Ці гризуни живуть у густих бамбукових чагарниках на висоті від 1200 до 4000 метрів над рівнем моря. Вони риють прості тунелі за допомогою лап і різців. Вони переважно їдять коріння бамбукових рослин. Вночі вони також їдять частини бамбука над землею. В якості прикорму служать трава, а також плоди і насіння інших рослин.